# Société Jean-Jacques Rousseau
Die Société Jean-Jacques Rousseau (deutsch: Jean-Jacques-Rousseau-Gesellschaft) ist eine literarische Gesellschaft mit Sitz in Genf. Ihr Ziel ist es, «die Forschung über Jean-Jacques Rousseau, sein Werk und seine Epoche zu fördern und zu koordinieren».
Die Gesellschaft wurde am 6. Juni 1904 an der Universität Genf gegründet. Als wichtigste Zwecke wurde die Herausgabe einer kritischen Werkausgabe, die Gründung eines Archivs zur Sammlung von Manuskripten, Drucksachen, Porträts, Erinnerungsstücken und anderen Dokumenten im Zusammenhang mit Rousseau sowie die Publikation einer regelmässig erscheinenden Zeitschrift (Annales de la Société Jean-Jacques Rousseau) festgelegt.
Eine erste kritische Werkausgabe erschien von 1959 bis 1995 in fünf Bänden in der Bibliothèque de la Pléiade. Seit 2008 wird eine neue, chronologische Werkausgabe erarbeitet, die auch die Werkgenese nachvollziehbar macht. Sie erscheint im Verlag Classiques Garnier.
Mit Unterstützung der Stadt und des Kantons Genf wurden ein Archiv und eine Bibliothek aufgebaut, letztere ist seit 2009 im Musée Voltaire in Genf untergebracht. Die Bestände des Archivs wurden 2011 ins Register des UNESCO-Weltdokumentenerbes aufgenommen.
Die Gesellschaft organisiert ferner Vorträge, Tagungen, Studientage, Konzerte und Ausstellungen.
Bisherige Präsidenten der Gesellschaft waren Bernard Bouvier (1904–1941), Marcel Raymond (1941–1967), Jean Starobinski (1967–1993), Alain Grosrichard (1993–2013), François Jacob (2013–?), Martin Rueff (amtierend).